# Masivul Boemiei

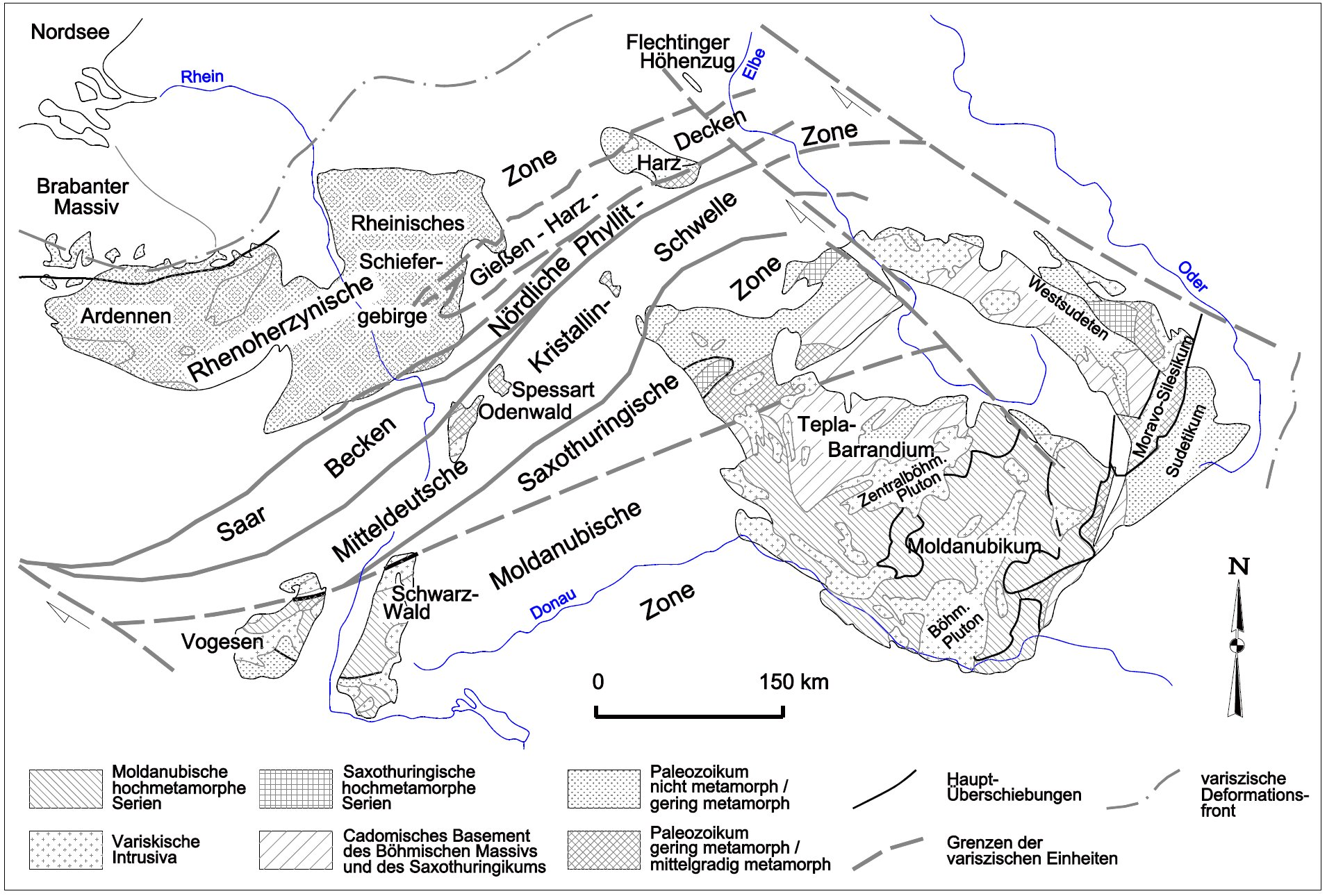
Masivul Böhmische Masse

Masivul Boemiei, (germană: „Böhmische Masse”; cehă: „Česká vysočina”) sunt munți vechi, erodați intens, cu înălțime mică, de la granița Bavaria cu Cehia și Austria de nord. Munții există din paleozoic, fiind un element geologic caracteristic împreună cu Schwarzwald și Munții Vosgi în Europa Centrală.

## Componente geografice
Masivul Boemiei este subdivizat în:
- Böhmerwald
- Oberpfälzer Wald
- Bayerischer Wald
- Gratzener Bergland
- Podișul austriac de gneis și granit
- Culmile boeme-morave între České Budějovice și Brno.

## Roci
Din punct vedere geologic, rocile componente ale munților sunt reprezentate de granite și gnaisuri. Rocile metamorfice cristaline se găsesc în majoritatea lor în partea interioară a inelului muntos, cât și în Moravia și Austria Inferioară.